# Волков, Михаил Николаевич (генерал)
Михаил Николаевич Волков (13 августа 1907, Королёво, Смоленская губерния — 18 октября 1991, Киев) — советский военачальник, генерал-майор авиации (31.05.1954).

## Биография
Родился 13 августа 1907 года в деревне Королёво (ныне в Кардымовском районе, Смоленская область, Россия). Русский.
До службы в армии работал на кирпичном заводе в городе Смоленск.

## Военная служба
В ноябре 1926 года был призван в РККА и направлен курсантом в военную школу связи в Ленинграде, а оттуда в феврале 1927 года переведен в Ленинградскую кавалерийскую школу. Через 6 месяцев, не окончив обучения, направлен младшим командиром в 19-й кавалерийский полк 4-й кавалерийской дивизии ЛВО в городе Петергоф.
Отслужив срочную службу, в ноябре 1928 года был уволен в запас и направлен в Ленинград на курсы «Техмас», в том же году вступил в ВКП(б). Одновременно он работал на фабрике целлулоидных изделий. В 1931 года окончил два курса рабфака при Ленинградском государственном университете.
В мае 1931 года Волков был мобилизован Ленинградским обкомом ВКП(б) и направлен курсантом в Ленинградскую военно-теоретическую школу летчиков, затем в декабре переведен в 14-ю военную школу летчиков в город Энгельс. В июне 1933 года окончил последнюю и был назначен младшим летчиком в 9-ю отдельную истребительную авиаэскадрилью ВВС БВО в городе Смоленск. В марте 1934 года авиаэскадрилья была передислоцирована на ТОФ, где Волков вступил в должность командира звена.
В июне 1936 года старший лейтенант Волков переведен в КВО на должность командира 2-й истребительной авиаэскадрильи 36-й авиабригады в городе Васильков. В апреле 1938 года он назначается командиром 1-й эскадрильи 2-го истребительного авиаполка 51-й бригады. В декабре был переведен на должность военкома этого полка и направлен на Высшие военно-политические курсы при Политуправлении РККА. По их окончании в июне 1939 года вернулся на прежнюю должность.
В феврале 1941 года батальонный комиссар Волков назначен командиром 149-го истребительного авиаполка в городе Черновицы.

### Великая Отечественная война
В начале этим полком, в составе 21-й смешанной авиадивизии вел боевые действия на Южном фронте. Его летчики прикрывали наземные войска в районах Никополя, Днепропетровска, сопровождали бомбардировщики на боевые вылеты по переправам на реке Днепр в районе Каховки, аэродромам противника, складам и военным объектам в районе Кировограда. Осенью участвовал в Донбасской оборонительной, Ростовских оборонительной и наступательной операциях. С начала марта 1942 года полк действовал на Южном фронте в составе 20-й смешанной авиадивизии и 5-й резервной авиагруппы, с мая — в 216-й истребительной авиадивизии 4-й воздушной армии. В этих боях командир полка Волков совершил 68 боевых вылетов, сбил один Ju 87 лично и пять самолетов (1-He 111, 4-He 113) в группе.
В августе 1942 года Волков назначается заместителем командира 229-й истребительной авиадивизии 4-й воздушной армии Закавказского фронта.
С 10 октября 1942 года допущен к временному исполнению должности командира 216-й истребительной авиадивизии и участвовал с ней в Нальчикско-Орджоникидзевской оборонительной операции. 28 ноября вступил в исполнения прямых обязанностей заместителя командира авиадивизии. Прошел с боями от реки Терек до низовья Кубани.
10 апреля 1943 года полковник Волков переведен на должность заместителя командира 229-й истребительной авиадивизии 4-й воздушной армии Северо-Кавказского фронта. В июне командирован на учебу в Военную академию командного и штурманского состава ВВС Красной армии, по окончании которой в январе 1944 года назначен командиром 229-й истребительной авиационной Таманской Краснознаменной дивизии. В зимне-весенний период 1944 года ее части поддерживали войска Отдельной Приморской армии в ходе боев за расширение керченского плацдарма и на подступах к городу Керчь, прикрывали действия десанта и переправу, проводили разведку переднего края и армейских тылов противника. В апреле — мае она отличилась в Крымской наступательной операции, в освобождении города Севастополь. За успешные бои под Севастополем два ее полка (88-й и 249-й) преобразованы в гвардейские, а 249-й (163-й гвардейский) награжден орденом Красного Знамени.
После завершения боев в Крыму в мае 1944 года дивизия была переброшена на 2-й Белорусский фронт. В июне она участвовала затем в Белорусской, Могилевской, Минской, Белостокской и Осовецкой наступательных операциях, в освобождении Белоруссии и восточных районов Польши. За успешные боевые действия два ее полка были награждены орденами (159-й гвардейский — орденом Красного Знамени, 163-й гвардейский — орденом Суворова 3-й ст.), а 979-й полк получил наименование «Волковысский». На заключительном этапе войны ее части успешно действовали в операциях по разгрому войск противника в Восточной Пруссии и Померании. Всего за годы войны 229-я истребительная авиадивизия под его командованием произвела 23 096 боевых самолето-вылетов, из них 11 997 — на прикрытие наземных войск. Ее летчики произвели 804 воздушных боя, в которых сбили 563 вражеских самолета.
За время войны комдив Волков был 21 раз персонально упомянут в благодарственных в приказах Верховного Главнокомандующего.

### Послевоенное время
После войны продолжал командовать этой дивизией в составе СГВ в городах Мариенбург, Эльбинг, Бриг.
В апреле 1949 года был переведен на должность командира 32-й истребительной авиадивизии 54-й воздушной армии в городе Спасск-Дальний, с марта 1950 года исполнял должность заместителя командира 65-го истребительного авиакорпуса.
С июня 1951 года учился в Высшей военной академии им. К. Е. Ворошилова, по окончании которой в ноябре 1953 года назначен заместителем командующего по ПВО 45-й воздушной армии в городе Чита.
С июля 1955 года по ноябрь 1956 года генерал-майор авиации Волков находился в командировке в должности старшего военного советника командующего ВВС Румынской армии, затем назначен начальником военной кафедры Киевского гидромелиоративного института.
С сентября 1961 года — начальник кафедры тактики ВВС в Балашовском высшем военном авиационном училище летчиков ВВС.
30 декабря 1962 года генерал-майор авиации Волков уволен в запас.

## Награды
- два ордена Ленина (23.02.1942[3], 26.10.1955[4])
- три ордена Красного Знамени (05.11.1941[5], 22.06.1944[6], 20.06.1949[4])
- орден Суворова II степени (10.04.1945)[7]
- орден Кутузова II степени (19.08.1944)[8]
- орден Богдана Хмельницкого II степени (29.05.1945)[8])
- два ордена Отечественной войны I степени (02.07.1943[9], 06.04.1985[10])
- орден Красной Звезды (03.11.1944[4])

медали в том числе:
- - «За оборону Кавказа»
  - «За победу над Германией в Великой Отечественной войне 1941—1945 гг.»
  - «За взятие Кёнигсберга»
  - «Ветеран Вооружённых Сил СССР»
- знак «50 лет пребывания в КПСС»

Приказы (благодарности) Верховного Главнокомандующего в которых отмечен М. Н. Волков.
- За овладение штурмом крепостью и важнейшей военно-морской базой на Черном море городом Севастополь. 10 мая 1944 года № 111.
- За овладение штурмом крупным областным центром Белоруссии городом Могилев — оперативно важным узлом обороны немцев на минском направлении, а также овладение городов Шклов и Быхов. 28 июня 1944 года № 122.
- За овладение городом и крупным железнодорожным узлом Волковыск — важным опорным пунктом обороны немцев, прикрывающим пути на Белосток. 14 июля 1944 года № 138.
- За овладение штурмом городом и крупным промышленным центром Белосток — важным железнодорожным узлом и мощным укрепленным районом обороны немцев, прикрывающим пути к Варшаве. 27 июля 1944 года № 151.
- За овладение штурмом городом и крепостью Осовец — мощным укрепленным районом обороны немцев на реке Бобр, прикрывающим подступы к границам Восточной Пруссия. 14 августа 1944 года № 166.
- За освобождение города и крепости Ломжа — важного опорного пункта обороны немцев на реке Нарев. 13 сентября 1944 года № 186.
- За овладение штурмом городом Пшасныш (Прасныш), городом и крепостью Модлин (Новогеоргиевск) — важными узлами коммуникаций и опорными пунктами обороны немцев. 18 января 1945 года. № 226.
- За овладение городами Млава и Дзялдово (Зольдау) — важными узлами коммуникаций и опорными пунктами обороны немцев на подступах к южной границе Восточной Пруссии и городом Плоньск — крупным узлом коммуникаций и опорным пунктом обороны немцев на правом берегу Вислы. 19 января 1945 года. № 232.
- За овладение городом Алленштайн — важным узлом железных и шоссейных дорог я сильно укрепленным опорным пунктом немцев, прикрывающим с юга центральные районы Восточной Пруссии. 22 января 1945 года. № 242.
- За овладение городом и крепостью Грудзёндз (Грауденц) — мощным узлом обороны немцев на нижнем течении реки Висла. 6 марта 1945 года. № 291.
- За овладение городами Гнев (Меве) и Старогард (Прейсиш Старгард) — важными опорными пунктами обороны немцев на подступах к Данцигу. 7 марта 1945 года. № 294.
- За овладение важными опорными пунктами обороны немцев на подступах к Данцигу и Гдыне — городами Тчев (Диршау), Вейхерово (Нойштадт) и выход на побережье Данцигской бухты севернее Гдыни, с занятием города Пуцк (Путциг). 12 марта 1945 года. № 299.
- За овладение городом и крепостью Гданьск (Данциг) — важнейшим портом и первоклассной военно-морской базой немцев на Балтийском море. 30 марта 1945 года. № 319.
- За форсирование восточного и западного Одера южнее Штеттина, прорыв сильно укрепленную оборону немцев на западном берегу Одера и овладение главным городом Померании и крупным морским портом Штеттин, а также занятие городов Гартц, Пенкун, Казеков, Шведт. 26 апреля 1945 года. № 344.
- За овладение городами Пренцлау, Ангермюнде — важными опорными пунктами обороны немцев в Западной Померании. 27 апреля 1945 года. № 348.
- За овладение городами Эггезин, Торгелов, Пазевальк, Штрасбург, Темплин — важными опорными пунктами обороны немцев в Западной Померании. 28 апреля 1945 года. № 350.
- За овладение городами Грайфсвальд, Трептов, Нойштрелитц, Фюрстенберг, Гранзее — важными узлами дорог в северо-западной части Померании и в Мекленбурге. 30 апреля 1945 года. № 352.
- За овладение городами Штральзунд, Гриммен, Деммин, Мальхин, Варен, Везенберг — важными узлами дорог и сильными опорными пунктами обороны немцев. 1 мая 1945 года. № 354.
- За овладение городами Барт, Бад-Доберан, Нойбуков, Варин, Виттенберге и за соединение на линии Висмар, Виттенберге с союзными нам английскими войсками. 3 мая 1945 года. № 360.
- За овладение городом Свинемюнде — крупным портом и военно-морской базой немцев на Балтийском море. 5 мая 1945 года. № 362.
- За форсирование пролива Штральзундерфарвассер, захват на острове Рюген городов Берген, Гарц, Путбус, Засснитц и полное овладение островом Рюген. 6 мая 1945 года. № 363.

Других государств
- Орден «Крест Грюнвальда» (ПНР)